# 山崎史郎
山崎 史郎（やまさき しろう、1954年〈昭和29年〉12月17日 - ）は、日本の厚生・厚労官僚。リトアニア国駐箚日本国特命全権大使等を経て、内閣官房参与（社会保障・人口問題担当）。

## 人物
山口県出身。山口県立下関西高等学校、東京大学法学部卒業。1978年、厚生省入省。各課課長補佐を経て、1991年、大臣官房老人保健福祉部老人保健課課長補佐として老人保健制度の改正、薬価の包括払い制度の導入に携わる。北海道庁へ出向していた1994年、介護対策本部発足により古川貞二郎を本部長とする専従スタッフのトップとして大臣官房高齢者介護対策本部次長に。2000年の介護保険制度の成立、実施、改正すべてに携わったことから「ミスター介護保険」と呼ばれる。大臣官房総務課広報室長等を経て、1998年、老人保健福祉局老人福祉計画課長。2003年、厚生労働省老健局総務課長。事務次官候補とされていたが、2006年、内閣府へ出向し、大臣官房審議官、政策統括官として小泉内閣・安倍内閣・福田内閣・麻生内閣の経済財政諮問会議の事務方を務める。2010年、厚労官僚初の内閣総理大臣秘書官となる。厚生労働省社会・援護局長、内閣府政策統括官（共生社会政策担当）等を経て、2016年、内閣官房まち・ひと・しごと創生本部事務局地方創生総括官を最後に辞職。2018年、リトアニア国駐箚日本国特命全権大使。2022年、内閣官房参与（社会保障・人口問題担当）。2023年、人口戦略会議実務幹事。

## 経歴
1978年03月31日：東京大学法学部卒業
1978年04月01日：厚生省入省
0000　00　00　　厚生省健康政策局総務課課長補佐
0000　00　00　　大蔵省証券局総務課課長補佐
0000　00　00　　厚生省薬務局経済課課長補佐
1987年00　00　：日本貿易振興会ニューヨークセンター
1991年00　00　：厚生省大臣官房老人保健福祉部老人保健課課長補佐
1992年00　00　：北海道保健環境部成人保健課長
1994年04月01日：厚生省大臣官房政策課企画官
1996年07月02日：厚生省大臣官房政策課調査室長
1997年07月01日：厚生省大臣官房総務課広報室長
1998年07月07日：厚生省老人保健福祉局老人福祉計画課長
2000年04月01日：厚生省老人保健福祉局計画課長
2001年01月06日：厚生労働省老健局計画課長
2001年07月06日：厚生労働省年金局企業年金国民年金基金課長
2002年08月30日：厚生労働省大臣官房参事官
2003年08月29日：厚生労働省老健局総務課長
2006年09月01日：内閣府大臣官房審議官
2008年07月01日：内閣府政策統括官（経済財政運営担当）
2009年04月08日：内閣府政策統括官（経済財政運営担当）（併）内閣官房内閣審議官（内閣官房副長官補付）（命）内閣官房安心社会実現会議事務局次長
2009年07月21日：内閣府政策統括官（経済財政運営担当）
2010年06月08日：内閣総理大臣秘書官
2011年09月02日：厚生労働省社会・援護局長
2012年09月10日：内閣府政策統括官（共生社会政策担当）（併）内閣官房内閣審議官（内閣官房副長官補付）
2013年06月28日：消費者庁次長
2014年08月10日：内閣官房内閣審議官（内閣官房副長官補付）
2014年09月03日：内閣官房内閣審議官（内閣官房副長官補付）（命）内閣官房まち・ひと・しごと創生本部事務局長代理
2015年01月20日：内閣官房内閣審議官（内閣官房副長官補付）（命）内閣官房まち・ひと・しごと創生本部事務局地方創生総括官
2016年06月21日：同辞職
2018年07月23日：リトアニア国駐箚日本国特命全権大使
2021年11月05日：同依願免官
2022年01月01日：内閣官房参与（社会保障・人口問題担当）（併）内閣官房全世代型社会保障構築本部事務局総括事務局長